# Tastrupfeld
Tastrupfeld (dänisch Tostrupmark) ist ein Ortsteil der Gemeinde Hürup. Der Ort gehörte bis zu ihrer Eingemeindung zum 1. März 2023 zur Gemeinde Tastrup.

## Lage
Tastrupfeld liegt südöstlich des Flensburger Stadtteils Südstadt. Am westlichen Rand von Tastrupfeld, noch auf Flensburger Stadtgebiet, befindet sich unter der Adresse Eckernförder Landstraße 300 ein Abfallwirtschaftszentrum. Über den dortigen „Kreisel von Tastrupfeld“ sind die zwei Straßen des Ortsteils Tastrupfeld, nämlich die Straßen „Hummelroi“ und „Tastrupfeld“, zu erreichen. Zweihundertfünzig Meter nördlich von Tastrupfeld liegt Kleintastrup. Ungefähr siebenhundert Meter in Richtung Nordosten liegt das eigentliche Tastrup. Direkt südwestlich von Tastrupfeld liegt des Weiteren die Gemeinde Freienwill mit dem Ort Wielenberg. Der Hof Tastrupfeld 1 liegt im Übrigen etwas abseits von der Siedlung Tastupfeld, ungefähr 500 Meter östlich entfernt an der Straße.

## Hintergrund
Auf der Jürgensen-Karte von Flensburg und Umgebung von 1779 war am Rand des Flensburger Stadtfeldes der Vermerk „Tastrup Feld“ zu finden. Der Vermerk wies offensichtlich auf Felder von Tastrup hin, bezeichnete aber vermutlich von der Lage her nicht direkt das heutige Tastrupfeld, sondern gemäß der Position auf der Karte eher den Bereich Kleintastrup. Auf einer recht detaillierten dänischen Karte von 1857/58 war „Tastrupfeld“ noch nicht eingetragen. Auf der Karte der Preußischen Landesaufnahme um 1879 war Tastrupfeld, im Gegensatz zu Kleintastrup, namentlich ebenfalls nicht vermerkt. Offenbar tauchte der Name Tastrupfeld erstmals in den 1930er Jahren auf den Karten von Flensburg und seiner Umgebung namentlich auf. Heutzutage ist Tastrupfeld einer der Ortsteile der Gemeinde Hürup. Es besitzt eine eigene Bushaltestelle. Über den dort haltenden Bus ist beispielsweise der Flensburger ZOB erreichbar.